# Головко, Александр Борисович
Алекса́ндр Бори́сович Головко́ (укр. Олександр Борисович Головко; род. 6 января 1972, Херсон) — украинский футболист, защитник. Известен по своим выступлениям в киевском «Динамо». Выступал за сборную Украины. После завершения игровой карьеры занялся тренерской деятельностью.

## Биография

### Начало карьеры
Родился в Херсоне на юге Украины. До 18 лет не думал о том, чтобы стать профессиональным футболистом, играл даже за колхозы. После окончания школы поступил в Херсонский филиал Национального университета кораблестроения им. адмирала Макарова. Там его приметил бывший игрок симферопольской «Таврии» Юрий Бондаренко, который порекомендовал Головко тренеру «Таврии» Анатолию Заяеву. Уже с 19 лет начал играть в основе. В сезоне 1991 в первой лиге СССР провёл за команду 25 матчей и забил 1 гол.
Сезон 1992 провёл в чемпионате Украины, который проходил в укороченном варианте с марта по июнь. Команды были разделены на две группы, свою группу «Таврия» выиграла и 21 июня во Львове встретилась с киевским «Динамо» в чемпионском матче, который выиграла со счётом 1:0. В том сезоне Головко провёл все матчи без замен и в 20 лет стал чемпионом Украины.
В следующем сезоне «Таврия» получила право на участие в Лиге чемпионов. Головко дебютировал в еврокубках 19 августа 1992 года в предварительном раунде против ирландской команды «Шелбурн». «Таврия» прошла в 1/16 финала, где уступила швейцарскому клубу «Сьон». В этом же сезоне чемпионата Украины «Таврия» заняла 10-е место.
В сезоне 1993/94 «Таврия» заняла 8-е место, а в Кубке Украины вышла в финал, где в серии послематчевых пенальти уступила одесскому «Черноморцу». Сезон 1994/95 закончился на 5 месте, а в Кубке Украины — в 1/2 финала.

### «Динамо» Киев
В 1995 году перешёл в «Динамо» Киев, которое тренировал Йожеф Сабо. Головко сразу занял место в основе, а в конце сезона во второй раз в карьере стал чемпионом Украины и впервые выиграл Кубок Украины.
В середине сезона 1996/97 главным тренером стал Валерий Лобановский, и команда вновь стала чемпионом Украины. В сезоне 1997/98 Головко стал чемпионом и обладателем Кубка Украины. В еврокубках в групповом этапе Лиги чемпионов вместе с командой обыграл «Барселону» по сумме двух матчей со счётом 7:0.
Уже тогда в защите «Динамо» стал играть постоянный состав, который играл несколько лет. Александр Головко занимал место стоппера, либеро играл Владислав Ващук, справа Олег Лужный, а слева Юрий Дмитрулин.
В сезоне 1998/99 Головко стал чемпионом и обладателем Кубка Украины. В еврокубках команда в 1/2 финала уступила «Баварии». После успешной игры в Лиге чемпионов Головко заметили западноевропейские команды. Он был на просмотре в английском «Ливерпуле», но тренер Жерар Улье выбрал камерунца Ригобера Сонга, так как он стоил 2,5 миллиона долларов, а «Динамо» за Головко требовало 8 миллионов.
Перед началом сезона 1999/2000 команду покинул Олег Лужный, и капитанская повязка «Динамо» перешла к Головко. В том сезоне команда вновь стала чемпионом и обладателем Кубка Украины. В еврокубках дошла до второго группового этапа Лиги чемпионов, где заняла 3-е место.
В сезоне 2000/01 Головко в седьмой раз стал чемпионом Украины. В следующем сезоне клуб уступил чемпионство донецкому «Шахтёру». В конце 2002 года был на просмотре в «Болтоне», но до подписания контракта дело не дошло.
В сезонах 2001/02 и 2002/03 Головко все реже стал выходить в основе. Основная причина — серьёзные травмы. Тем не менее это не помешало стать в 2003 году восьмикратным чемпионом и пятикратным обладателем Кубка Украины.
В сезоне 2003/04 практически не играл, выйдя на поле всего в 2-х играх.

### Выступления в Китае
Агентом Головко был китаец, который тесно сотрудничал с китайский клубом «Циндао Бейлэйт» из города Циндао на побережье Жёлтого моря. При его содействии в апреле 2004 года Головко отправился в эту команду в аренду на полгода. Через месяц туда же перешёл бывший партнёр Головко по «Динамо» Сергей Коновалов. Через некоторое время Головко стал капитаном в новой команде. Команда выступала неудачно, заняв по итогам сезона предпоследнее, 11-е место в чемпионате.

### Возвращение в «Таврию»
Вернувшись на родину, Головко стал выступать за «Таврию». Он начал играть в команде со второго круга сезона 2004/05 и занял с ней по итогам первенства 7-е место. В центре обороны играл с Александром Чижевским. В сентябре 2005 года игроки команды выбрали Головко капитаном. В это же время на посту главного тренера команды Олега Федорчука сменил Михаил Фоменко, после чего Головко во втором круге сезона 2005/06 провёл только два матча, почти всю весну играя за дубль.

### Сборная Украины
Дебютировал в сборной Украины 26 апреля 1995 года в рамках отборочного турнира к чемпионату Европы 1996 против Сборной Эстонии. В этом отборе принял участие в четырёх играх. В отборе к чемпионату мира 1998 сыграл все 10 матчей в группе. Его команда заняла 2-е место, уступив первое сборной Германии, и проиграла в стыковых матчах сборной Хорватии.
В отборе к чемпионату Европы 2000 Головко вновь принял участие во всех матчах сборной в группе. Команда в группе уступила сборной Франции одно очко и в стыковых матчах уступила сборной Словении.
Головко как основной игрок команды принял участие в отборе к чемпионату мира 2002. Сборная вновь заняла 2-е место в группе и в стыковых матчах уступила сборной Германии. Позже Головко стал вызываться только на товарищеские матчи и принял участие лишь в одном отборочном матче к чемпионату Европы 2004. Свой последний матч сыграл 18 февраля 2004 года против сборной Ливии. Всего в сборной провёл 58 матчей, из них в 13 матчах выводил её как капитан.

## Тренерская деятельность
В октябре 2006 года получил предложение от представителей Федерации футбола Украины, но не сразу принял предложение. Позже Александра назначили в юношескую сборную Украины 1990 года рождения помощником главного тренера Юрия Калитвинцева.
В апреле 2007 года стал главным тренером юношеской сборной Украины 1992 года рождения.
В августе 2020 года возглавил кременчугский «Кремень».

## Личная жизнь
Жена Ирина. Трое детей: Александр (футболист), Андрей и Арина. Перед окончанием карьеры футболиста открыл в Киеве фитнес-клуб.
Имеет три диплома. В 1994 году окончил Крымский институт природоохранного и курортного строительства по специальности инженер-технолог, в 2000 году — Национальный университет физического воспитания и спорта по специальности тренер по футболу и учитель физического воспитания, и в 2002 году закончил тот же университет, но по специальности магистр психологии и спорта.

## Достижения

### Командные
«Таврия»
- Чемпион Украины: 1992

«Динамо» (Киев)
- Чемпион Украины (7): 1996, 1997, 1998, 1999, 2000, 2001, 2003
- Обладатель Кубка Украины (5): 1996, 1998, 1999, 2000, 2003
- Полуфиналист Лиги чемпионов: 1999

### Индивидуальные
- № 1 на позиции центральный защитник в списке 33 лучших футболиста Украины 1999, 2000, 2001
- Входит в Клуб Александра Чижевского с 319 матчами в Высшей лиге Украины.
- В Кубке Украины провёл 56 матчей, забил 7 голов.
- В еврокубках сыграл 62 матча за «Динамо» (Киев) и «Таврию», забил 3 гола.

## Награды и звания
- Заслуженный работник физической культуры и спорта Автономной Республики Крым (19 мая 2008) — За значительный личный вклад в развитие спорта в Автономной Республике Крым, высокий профессионализм, спортивные достижения и в связи с 50-летием со дня основания ООО «Спортивный клуб „Таврия“»[11]